# Namsan
La muntanya Namsan (en coreà: 남산, «Muntanya del Sud») és un pic de 494 metres d'altura situat al centre del Parc Nacional Gyeongju, al sud de Gyeongju, a Corea del Sud. La muntanya és de fàcil accés des de la ciutat i atreu a un gran nombre de turistes nacionals. Namsan cobreix una àrea d'uns 8 km de nord a sud i 12 km d'est a oest. Hi ha 40 valls i 180 pics aproximadament, dels quals el Geumobong (468 m) i el Gouibong (495 m) són els més coneguts. Namsan és la llar de molts vestigis culturals i històrics i en l'actualitat és part de l'àrea històrica que envolta Gyeongju i que va ser afegida a la llista del Patrimoni de la Humanitat de la UNESCO dins el conjunt «Àrees històriques de Gyeongju», el 2000.

## Vestigis culturals
Moltes de les restes pertanyen al període Silla, incloses algunes tombes de mandataris d'aquest regne. Hi ha centenars de restes repartides per la muntanya, un d'ells d'entre els més coneguts és Poseokjeong, als peus del Namsan. Altres vestigis inclouen art budista coreà, escultures, uns 80 relleus tallats, 60 pagodes de pedra i ruïnes de gairebé 100 temples i palaus construïts en la seva majoria entre els segles VII i X. Dotze d'aquestes relíquies reben la consideració de tresors nacionals.
La concentració de restes és particularment alta en els vessants del costat oest del Namsan. Se suposa que les ruïnes reflecteixen l'ascens i caiguda del regne de Silla. Del pou Najeong, lloc del naixement místic del rei Bak Hyeokgeose, fundador de la dinastia Silla, només queda una pedra amb inscripcions. Segons la llegenda, un dia de l'any 69 aC, Seobeol (cacic del poblet Goheo) va observar un cavall blanc prostrat davant el pou Najeong. Quan es va acostar per mirar més de prop el cavall, aquest va desaparèixer però en el seu lloc va trobar un ou, del que va sortir un nen, que va ser escollit per convertir-se en rei als tretze anys.
El santuari Yangsanjae va ser construït en honor dels llegendaris líders tribals que vivien en sis pobles disseminats per la plana on més tard va ser fundada Serabeol, nom de Gyeongju durant el període Silla. Un altre lloc famós és el de les tres estàtues de pedra de Buda a Bae-ri, amb tres figures tallades en la roca. S'ha aixecat un sostre per protegir-les.
L'estàtua de pedra de Buda assegut a la Vall Mireuk i la imatge de Bodhisattva assegut tallada en un mur de pedra a Sinseonam són tresors nacionals. A més d'aquests tresors hi ha llocs d'importància local com la figura asseguda de Sakyamuni tallada en una roca a la Vall Samneung. Aquesta representació mesura uns set metres d'alçada i uns 5 metres d'ample. És la major estàtua asseguda de Namsan. Un exemple de temple històric és el de Cheongwansa.
Namsan és apreciat entre els turistes no només per les seves ruïnes del període Silla sinó també per la bellesa dels seus paisatges i la seva naturalesa.

## Galeria

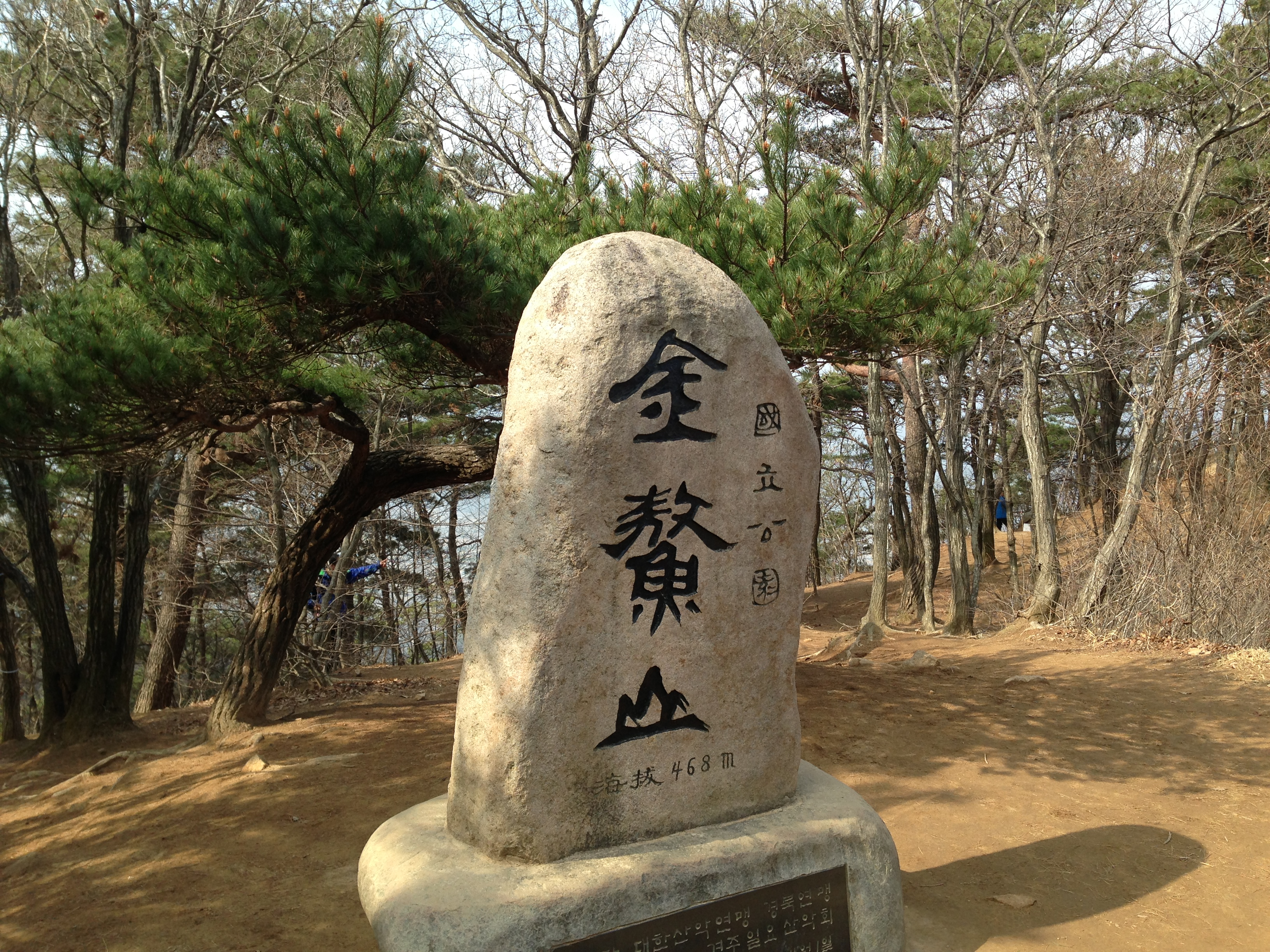
Geumobong (468 m)
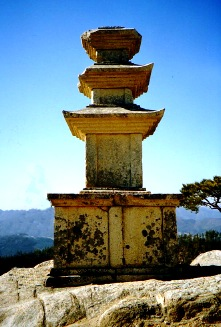
Pagoda del període Silla
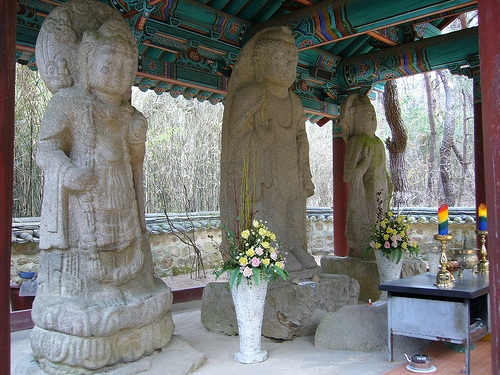
Les tres estàtues de pedra de Buda a Bae-ri
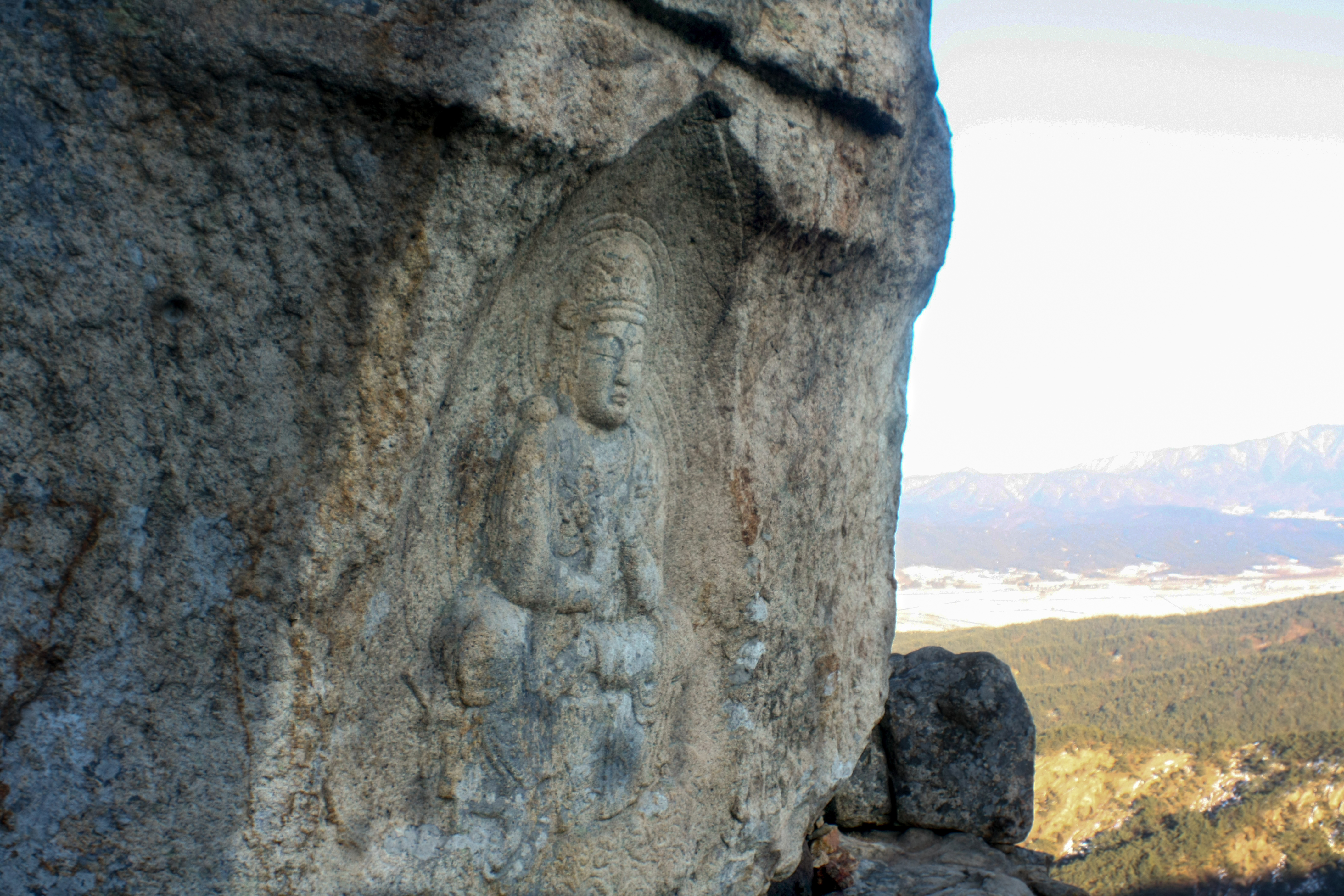
Bodhisattva en posició del loto tallat a la roca, a Sinseonam
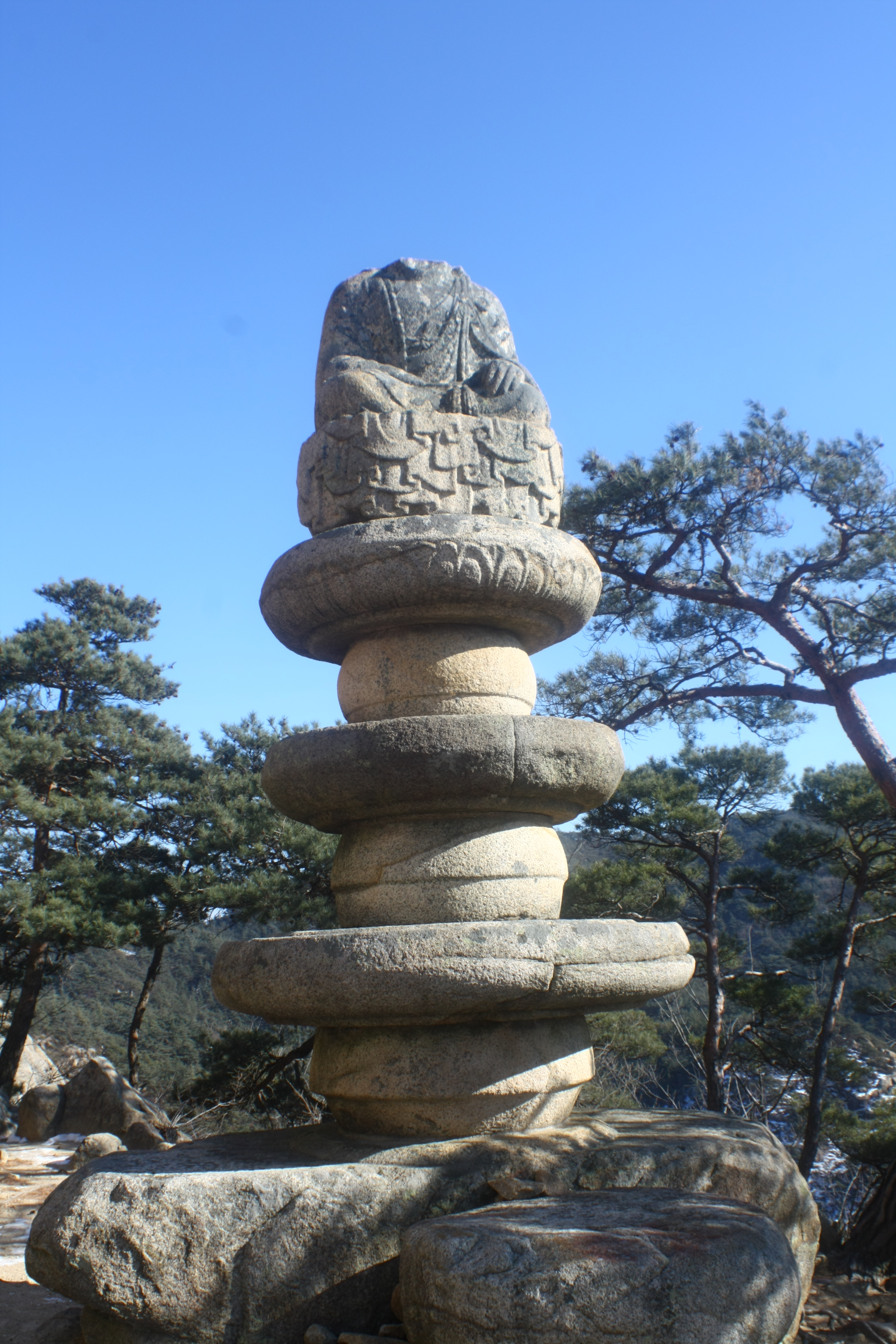
Buda de pedra assegut a la vall Yongjangsagok
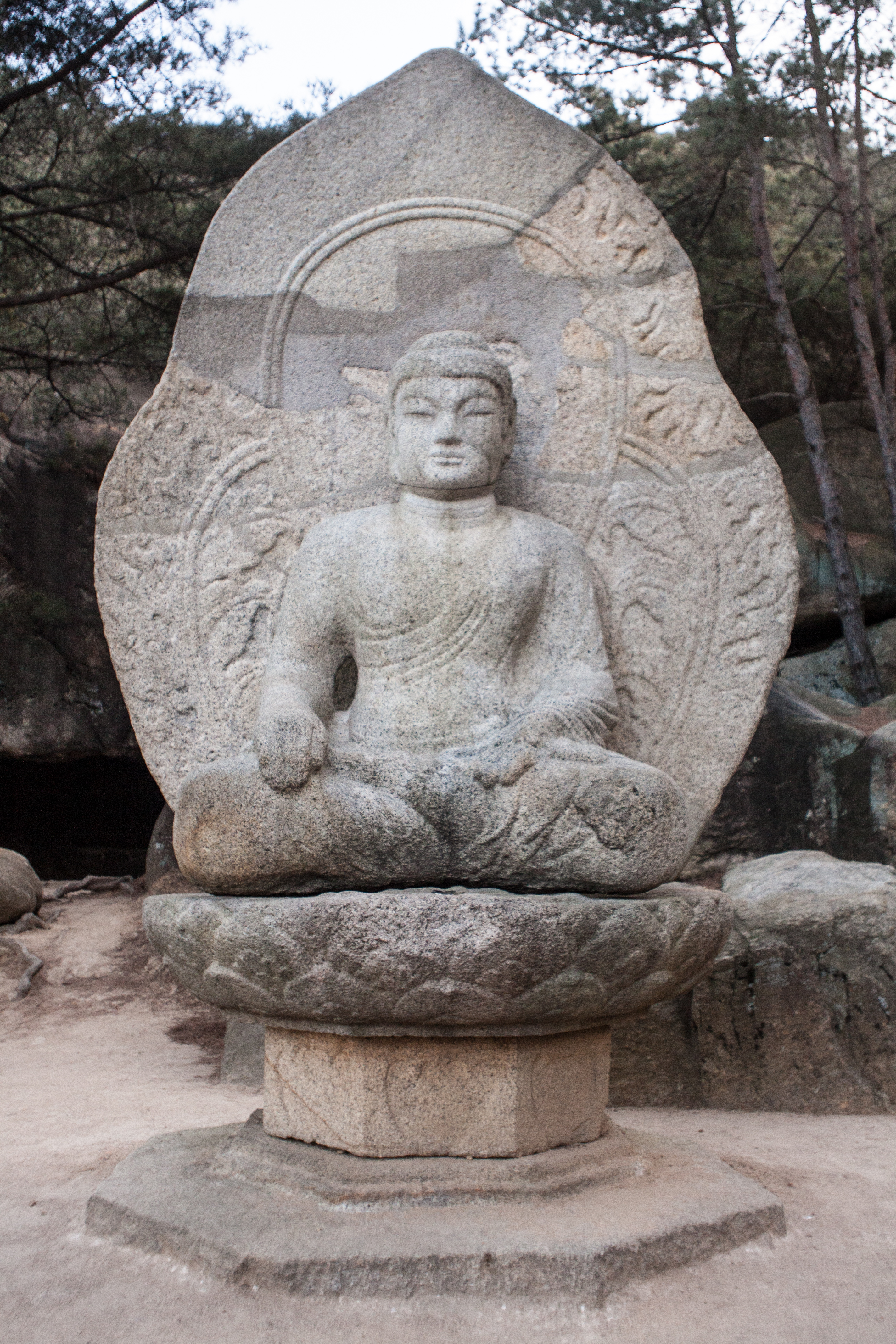
Estàtua de pedra de Buda assegut a Samneung-gye
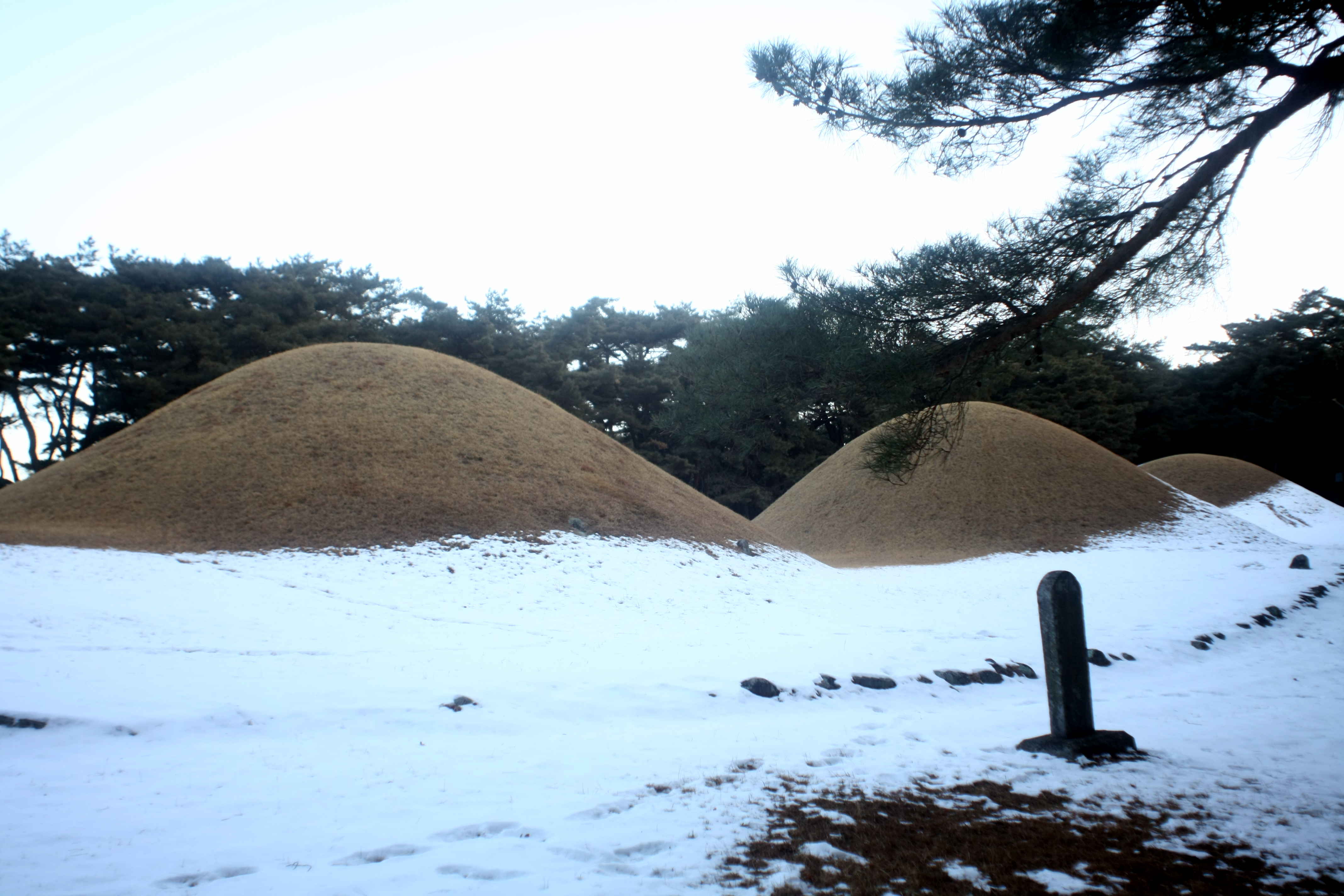
Samneung, les tres tombes dels reis de Silla a Bae-dong